# Санта-Круш (Прая-да-Витория)
Санта-Круш (порт. Santa Cruz) — район (фрегезия) в Португалии, входит в округ Азорские острова. Расположен на острове Терсейра. Является составной частью муниципалитета Вила-да-Прая-да-Витория. Население составляет 6171 человек на 2001 год. Занимает площадь 30,15 км².
Покровителем района считается Животворящий Крест (порт. Santa Cruz).